# ヴィッツォーラ・ティチーノ
ヴィッツォーラ・ティチーノ（伊: Vizzola Ticino）は、イタリア共和国ロンバルディア州ヴァレーゼ県にある、人口約600人の基礎自治体（コムーネ）。

## 地理

### 位置・広がり

#### 隣接コムーネ
隣接するコムーネは以下の通り。括弧内のNOはノヴァーラ県所属を示す。
- フェルノ
- ロナーテ・ポッツォーロ
- マラーノ・ティチーノ (NO)
- オレッジョ (NO)
- ポンビア (NO)
- ソンマ・ロンバルド

### 地震分類
イタリアの地震リスク階級 (it) では、4 に分類される
。